# Gustavo Campanharo
Gustavo Campanharo (Caxias do Sul, 4 aprile 1992) è un calciatore brasiliano, centrocampista svincolato.

## Caratteristiche tecniche
Dotato di un'ottima tecnica, ha iniziato la carriera come trequartista per poi adattarsi al ruolo di regista davanti alla difesa.

## Carriera
Inizia la carriera professionistica nel 2009 nella seconda divisione brasiliana con lo Juventude, con cui rimane per le successive tre stagioni prima di finire sul taccuino degli osservatori delle squadre europee ed essere acquistato nel 2011 dalla Fiorentina. Qui rimane per una sola stagione, trovando spazio solo nella Primavera, prima di tornare nuovamente allo Juventude. Nel 2013 passa al Bragantino, dove rimane due stagioni e viene notato dal Verona che lo prende in prestito per la stagione 2014-2015. In Italia con la maglia del Verona disputerà 17 partite. Il 1º agosto 2015, si sposterà in Francia, firmando per l'Évian TG. Il 1º luglio 2016 passa ai bulgari del Ludogorec, dove vincerà due campionati di Bulgaria (2016-2017 e 2017-2018).
Il 22 febbraio 2019, Campanharo torna in Brasile, firmando per la Chapecoense. Dopo 25 presenze e 2 reti, approda in Turchia per il Kayserispor. In 3 anni, giocherà 85 partite di campionato, per poi rescindere il proprio contratto nell'aprile 2023.
Il 3 aprile 2023, Campanharo è divenuto un nuovo giocatore dell'Internacional.

## Statistiche

### Presenze e reti nei club
Statistiche aggiornate al 27 aprile 2018.
| Stagione        | Squadra         | Campionato      | Campionato | Campionato | Coppe nazionali | Coppe nazionali | Coppe nazionali | Coppe continentali | Coppe continentali | Coppe continentali | Altre coppe | Altre coppe | Altre coppe | Totale | Totale |
| Stagione        | Squadra         | Comp            | Pres       | Reti       | Comp            | Pres            | Reti            | Comp               | Pres               | Reti               | Comp        | Pres        | Reti        | Pres   | Reti   |
| --------------- | --------------- | --------------- | ---------- | ---------- | --------------- | --------------- | --------------- | ------------------ | ------------------ | ------------------ | ----------- | ----------- | ----------- | ------ | ------ |
| 2009            | Juventude       | B               | 17         | 0          | -               | -               | -               | -                  | -                  | -                  | -           | -           | -           | 17     | 0      |
| 2010            | Juventude       | C               | ?          | 0          | -               | -               | -               | -                  | -                  | -                  | -           | -           | -           | ?      | 0      |
| 2011            | Juventude       | C               | ?          | 0          | -               | -               | -               | -                  | -                  | -                  | -           | -           | -           | ?      | 0      |
| 2013            | Juventude       | D               | 7          | 0          | -               | -               | -               | -                  | -                  | -                  | -           | -           | -           | 7      | 0      |
| 2013            | Bragantino      | B               | 19         | 0          | -               | -               | -               | -                  | -                  | -                  | -           | -           | -           | 19     | 0      |
| 2014            | Bragantino      | B               | 10         | 1          | -               | -               | -               | -                  | -                  | -                  | -           | -           | -           | 10     | 0      |
| 2014-2015       | H.Verona        | A               | 15         | 0          | CI              | 2               | 0               | -                  | -                  | -                  | -           | -           | -           | 17     | 0      |
| 2015-2016       | Évian TG        | L2              | 32         | 3          | CF+ CdL         | 2+2             | 1+1             | -                  | -                  | -                  | -           | -           | -           | 36     | 5      |
| 2016-2017       | Ludogorec       | APG             | 25         | 2          | CB              | 3               | 1               | UCL+UEL            | 4 +0               | 0                  | -           | -           | -           | 32     | 3      |
| 2017-2018       | Ludogorec       | APG             | 26         | 4          | CB              | 3               | 1               | UCL+UEL            | 1+8                | 0                  | -           | -           | -           | 38     | 4      |
| Totale carriera | Totale carriera | Totale carriera | 136        | 9          |                 | 9               | 3               |                    | 11                 | 0                  |             | -           | -           | 156    | 12     |

## Palmarès

### Club

#### Competizioni giovanili
- Supercoppa Primavera: 1

Fiorentina: 2011

#### Competizioni nazionali
- Campionato bulgaro: 2

Ludogorec: 2016-2017, 2017-2018
- Supercoppa di Bulgaria: 1

Ludogorec: 2018